# Єнотаєвка
Єнотаєвка  (рос. Енотаевка) — село у Єнотаєвському районі Астраханської області Російської Федерації. Адміністративний центр району.
Населення становить 7616 осіб (2010). Входить до складу муніципального утворення Село Єнотаєвка.

## Історія
Населений пункт розташований на території українського етнічного та культурного краю Жовтий Клин. Від 1925 року належить до Єнотаєвського району.
Згідно із законом від 6 серпня 2004 року органом місцевого самоврядування є Село Єнотаєвка.

## Населення
| 1959 | 1970  | 1979  | 1989  | 2002  | 2010  |
| ---- | ----- | ----- | ----- | ----- | ----- |
| 4710 | ↗6163 | ↗7039 | ↗7836 | ↗8022 | ↘7616 |